# Choi Kyung-ju
Choi Kyung-ju (Koreaans: 최경주) (Wando (Jeollanam-do), 19 mei 1970) is een Zuid-Koreaanse golfprofessional. 
In veel landen staat hij bekend als K.J. Choi of als K.J.

## Jeugd
In zijn jonge jaren is Choi gewichtheffer. Op 13-jarige leeftijd, zelf nog geen 43 kg zwaar, tilt hij ruim 157 kg, waarna hij in Zuid-Korea de bijnaam 'Tank' krijgt.
Van de Aziatische golfers is hij het meest succesvol. Uit Zuid-Korea komen ook de zeer succesvolle golfsters Se Ri Pak en Grace Park, zij spelen op de Amerikaanse LPGA Tour.

## Professional
In 1996 wint Choi het Korea Open, onderdeel van de Aziatische Tour. In 1999 wint hij twee toernooien op de Japanse Tour. Dat jaar gaat hij naar de Tourschool, waar hij op de 35ste plaats eindigt en zich als eerste Koreaan kwalificeert voor de Amerikaanse PGA Tour.
Als Rookie eindigt hij in 2000 op de 134ste plaats op de rangorde, niet hoog genoeg om zich automatisch voor het volgende seizoen te plaatsen. Daarna speelt hij ieder jaar op de Tour. In 2002 is hij de eerste Koreaan die op de Amerikaanse Tour wint, en doet dat zelfs tweemaal: de Compaq Classic in New Orleans en de Tampa Bay Classic. In 2003 wint hij de Linde German Masters van de Europese PGA Tour.
In 2007 wint Choi het Memorial Tournament, gesponsord door Jack Nicklaus. Tijdens een interview daarna vertelt hij dat hij Jack Nicklaus' boek "Golf My Way" had gelezen toen hij met golf begon, en dat dit grote invloed op hem heeft gehad. In augustus 2007 komt Choi in de Top-10 van de wereldranglijst. Na het winnen van het Sony Open in Hawaï stijgt hij naar de 7de plaats, en in maart naar de 5de plaats. Hij bleef bijna het hele jaar in de top-10 staan.
In mei 2011 wint Choi het belangrijke toernooi The Players Championship dat ook bekendstaat als de vijfde major.

#### Amerikaanse Tour
- 2002: Compaq Classic, Tampa Bay Classic.
- 2005: Chrysler Classic of Greensboro
- 2006: Chrysler Championship
- 2007: Memorial Tournament (van Jack Nicklaus), eerste AT&T National (van Tiger Woods)
- 2008: Sony Open in Hawaii
- 2011: The Players Championship

#### Europese Tour
- 2003: Linde German Masters

#### Aziatische Tour
- 1996: Kolon Korean Open
- 1999: Kolon Korean Open
- 2003: SK Telecom Open
- 2005: SK Telecom Open

#### Korea Tour
- 1996: Kolon Korean Open
- 1999: Kolon Korean Open
- 2008: SK Telecom Open
- 2010: Shinan Donghae Open

#### Japan
- 1999: Kirin Open, Ube Kosan Open

#### Elders
- 2008: LG Skins Game (Californië), SK Telecom Open (Koreaanse Tour)
- 2011: CJ Invitational hosted by KJ Choi

#### Teams
- World Cup: 2002, 2003, 2005
- Presidents Cup: 2003, 2007

## K J Choi Stichting
Choi en zijn gezin zijn christenen. Hij geeft veel aan liefdadige doelen en heeft hiervoor zijn eigen stichting opgericht. Zo gaf hij na het winnen van het Sony Open in Hawaï $320.000 van zijn prijzengeld aan de families van de slachtoffers na de brand in het warenhuis in Seoel, Zuid-Korea, waarbij 40 slachtoffers vielen.
Choi en zijn echtgenote Hyunjung Kim hebben drie kinderen.